# Mouliherne
Mouliherne és un municipi francès situat al departament de Maine i Loira i a la regió de País del Loira. L'any 2007 tenia 894 habitants.

## Demografia

### Població
El 2007 la població de fet de Mouliherne era de 894 persones. Hi havia 381 famílies de les quals 106 eren unipersonals (39 homes vivint sols i 67 dones vivint soles), 145 parelles sense fills, 114 parelles amb fills i 16 famílies monoparentals amb fills.
La població ha evolucionat segons el següent gràfic:
Habitants censats

### Habitatges
El 2007 hi havia 528 habitatges, 385 eren l'habitatge principal de la família, 115 eren segones residències i 28 estaven desocupats. 521 eren cases i 3 eren apartaments. Dels 385 habitatges principals, 300 estaven ocupats pels seus propietaris, 78 estaven llogats i ocupats pels llogaters i 7 estaven cedits a títol gratuït; 3 tenien una cambra, 29 en tenien dues, 61 en tenien tres, 115 en tenien quatre i 177 en tenien cinc o més. 247 habitatges disposaven pel capbaix d'una plaça de pàrquing. A 190 habitatges hi havia un automòbil i a 154 n'hi havia dos o més.

### Piràmide de població
La piràmide de població per edats i sexe el 2009 era:
| Homes | Edats   | Dones |
| ----- | ------- | ----- |
| 0     | 95 o +  | 0     |
| 0     | 90 a 94 | 0     |
| 4     | 85 a 89 | 16    |
| 0     | 80 a 84 | 12    |
| 28    | 75 a 79 | 24    |
| 44    | 70 a 74 | 28    |
| 32    | 65 a 69 | 16    |
| 32    | 60 a 64 | 28    |
| 16    | 55 a 59 | 28    |
| 32    | 50 a 54 | 20    |
| 24    | 45 a 49 | 16    |
| 24    | 40 a 44 | 12    |
| 40    | 35 a 39 | 28    |
| 36    | 30 a 34 | 28    |
| 36    | 25 a 29 | 44    |
| 12    | 20 a 24 | 8     |
| 16    | 15 a 19 | 8     |
| 8     | 10 a 14 | 20    |
| 36    | 5 a 9   | 36    |
| 28    | 0 a 4   | 24    |

## Economia
El 2007 la població en edat de treballar era de 509 persones, 366 eren actives i 143 eren inactives. De les 366 persones actives 323 estaven ocupades (187 homes i 136 dones) i 43 estaven aturades (23 homes i 20 dones). De les 143 persones inactives 63 estaven jubilades, 31 estaven estudiant i 49 estaven classificades com a «altres inactius».

### Ingressos
El 2009 a Mouliherne hi havia 380 unitats fiscals que integraven 926,5 persones, la mediana anual d'ingressos fiscals per persona era de 14.044 €.

### Activitats econòmiques
Dels 36 establiments que hi havia el 2007, 1 era d'una empresa alimentària, 4 d'empreses de fabricació d'altres productes industrials, 6 d'empreses de construcció, 6 d'empreses de comerç i reparació d'automòbils, 3 d'empreses de transport, 4 d'empreses d'hostatgeria i restauració, 1 d'una empresa financera, 1 d'una empresa immobiliària, 1 d'una empresa de serveis, 5 d'entitats de l'administració pública i 4 d'empreses classificades com a «altres activitats de serveis».
Dels 10 establiments de servei als particulars que hi havia el 2009, 1 era una funerària, 1 guixaire pintor, 1 fusteria, 3 lampisteries, 1 perruqueria i 3 restaurants.
Dels 4 establiments comercials que hi havia el 2009, 1 era una botiga de menys de 120 m², 1 una fleca, 1 una carnisseria i 1 una botiga d'electrodomèstics.
L'any 2000 a Mouliherne hi havia 28 explotacions agrícoles que ocupaven un total de 715 hectàrees.

## Equipaments sanitaris i escolars
Els 2 equipaments sanitaris que hi havia el 2009 eren ambulàncies.
El 2009 hi havia una escola elemental.

## Poblacions més properes
El següent diagrama mostra les poblacions més properes.